# Irefilm
Irefilm var ett svenskt filmbolag som var verksamt under 1920- och 30-talen.
Irefilm startades 1925 av producenten och kompositören Olof Thiel. Under de första åren var bolaget inriktat på industri- och reklamfilm och gjorde därefter ett tjugotal långfilmer innan det gick i konkurs 1938. Konkursen orsakades av den kostsamma produktionen av filmen Midnattssolens son som till största delen spelades in i Lappland.
Inspelningen av Midnattssolens son slutfördes genom att Anders Sandrew betalade bolagets skulder och som säkerhet övertog Irefilms filmateljé på Lästmakargatan 18 i Stockholm. Ateljén blev senare musikstudio och huset revs 1962.

## Filmproduktioner i urval
| Filmer producerade av Irefilm | Filmer producerade av Irefilm | Filmer producerade av Irefilm          | Filmer producerade av Irefilm |
| År                            | Titel                         | Regissör                               | Utgiven på DVD                |
| ----------------------------- | ----------------------------- | -------------------------------------- | ----------------------------- |
| 1931                          | Ungkarlsparadiset             | Matts A. Stenström                     |                               |
| 1932                          | En stulen vals                | Lorens Marmstedt                       |                               |
| 1933                          | Flickan från varuhuset        | Torsten Lundqvist och Anders Henrikson |                               |
| 1934                          | Synnöve Solbakken             | Tancred Ibsen                          |                               |
| 1935                          | Kanske en gentleman           | Tancred Ibsen och Ragnar Arvedson      |                               |
| 1936                          | Stackars miljonärer           | Ragnar Arvedson och Tancred Ibsen      |                               |
| 1936                          | Spöket på Bragehus            | Ragnar Arvedson och Tancred Ibsen      |                               |
| 1936                          | Ä' vi gifta?                  | Ragnar Arvedson och Tancred Ibsen      |                               |
| 1937                          | Lyckliga Vestköping           | Ragnar Arvedson                        |                               |
| 1937                          | Häxnatten                     | Schamyl Bauman                         |                               |
| 1937                          | En sjöman går iland           | Ragnar Arvedson                        |                               |
| 1937                          | En flicka kommer till sta'n   | Carlo Keil-Möller och Thor Brooks      |                               |
| 1938                          | Karriär                       | Schamyl Bauman                         | Ja                            |
| 1938                          | Kamrater i vapenrocken        | Schamyl Bauman                         |                               |
| 1939                          | Midnattssolens son            | Rolf Husberg och Thor Brooks           |                               |
| 1940                          | Än en gång Gösta Ekman        | Schamyl Bauman                         |                               |